# 名残
| ウィキペディアには「名残」という見出しの百科事典記事はありません（タイトルに「名残」を含むページの一覧/「名残」で始まるページの一覧）。 代わりにウィクショナリーのページ「なごり」が役に立つかもしれません。 |